# گابریل سینکرایان
گابریل سینکرایان (رومانیایی: Gabriel Sîncrăian؛ زادهٔ ۲۱ دسامبر ۱۹۸۸) یک وزنه‌بردار اهل رومانی است.
وی که در بازی‌های المپیک تابستانی ۲۰۱۶ توانسته بود مدال برنز وزن ۸۵ کیلوگرم را کسب کند مثبت اعلام شدن تست دوپینگ وی این مقام به دنیس اولانوف وزنه‌بردار کشور قزاقستان تعلق گرفت.